# Щучинська міська адміністрація
Щу́чинська міська адміністрація (каз. Щучинск қаласы әкімдігі, рос. Щучинская городская администрация) — адміністративна одиниця у складі Бурабайського району Акмолинської області Казахстану. Адміністративний центр та єдиний населений пункт — місто Щучинськ.
Населення — 46744 особи (2021; 44106 у 2009, 45254 у 1999, 55539 у 1989).
Станом на 1989 рік існувала Щучинська міська рада (місто Щучинськ).